# Антоциан
Антоцианите (от на гръцки: ἄνθος – цвят и на гръцки: κυανός – син, лазурен) са цветни растителни гликозиди.

## Структура и свойства
Антоцианините са гликозиди, съдържащи се в качеството на агликон-антицианидин хидрокси- и метоксизаместени соли на флавил (2-фенилхроменил). Въглехидратната част е свързана с агликон в позиция 3, при някои антоцианини — в позиции 3 и 5, при това в ролята на въглехидратен остатък могат да действат както монозахариди глюкоза, рамноза, галактоза, така и ди- и тризахариди.
Антоцианините са лесно разтворими във вода и полярни разтворители, слабо разтворими в алкохоли и неразтворими в неполярни разтворители.